# Zahoor Manzoor
Zahoor Ellahi Manzoor (Chauntra (Pakistan), 4 januari 1969) is een Belgisch politicus, eerst voor de MR, daarna voor de PS en vervolgens DéFI.

## Levensloop
Op jonge leeftijd immigreerde Zahoor Manzoor samen met zijn familie vanuit Pakistan naar België en de familie vestigde zich in Sint-Jans-Molenbeek. Hij studeerde geneeskunde aan de Université Catholique de Louvain en behaalde er in 1998 het diploma van doctor in de geneeskunde, heelkunde en gynaecologie. Nadien werd hij huisarts. In 1999 werd hij tevens de officiële arts van de Pakistaanse ambassade in België en in 2004 arts voor de federale politie in de politiezone Brussel-West.
Manzoor behaalde eveneens in 2016 een bachelor in de politieke wetenschappen aan de Université Saint-Louis - Bruxelles en in 2018 een master in de criminologie aan de ULB.
Hij werd politiek actief voor de liberale MR en werd voor de partij in mei 2014 verkozen als lid van het Brussels Hoofdstedelijk Parlement, waar hij bleef zetelen tot in mei 2019.
In december 2014 besloot Manzoor uit de MR te stappen wegens de volgens hem "antisociale" besparingsmaatregelen van de federale regering, waarin MR als enige Franstalige partij was ingestapt. Ook kon hij zich niet vinden in de samenwerking met de Vlaams-nationalistische N-VA. Vervolgens stapte hij over naar de socialistische PS. Na een dispuut met zijn fractie over een ordonnantie over de openbaarheid van bestuur werd Manzoor niet meer op de lijst geplaatst bij de Brusselse gewestverkiezingen van mei 2019, waarna hij eind april 2019 de partij verliet en als onafhankelijke ging zetelen in het Brussels Parlement.
Na zijn vertrek bij de PS sloot Manzoor zich aan bij de links-liberale partij DéFI, waarvoor hij kandidaat was voor de Brusselse gewestverkiezingen van juni 2024. Hij werd echter niet verkozen.